# Robert Fabiankovich

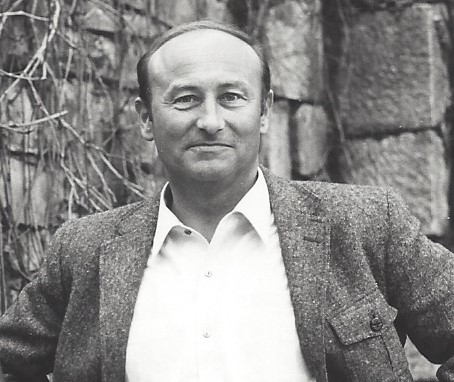
Robert Fabiankovich

Robert Franz Fabiankovich (* 26. August 1924 in Wien; † 12. Dezember 1992 ebenda) war ein österreichischer Ausstatter, Filmarchitekt und Requisiteur.

## Leben
Robert Fabiankovich absolvierte 1943 die Ingenieursprüfung für Maschinenbau und diente anschließend bis Kriegsende in der deutschen Wehrmacht. Trotz einer schweren Kriegsverletzung, bei der ein Bein steif blieb, kam er ab 1946 in die Filmbranche. Dort war er in den kommenden Jahren, bis zu seiner Pensionierung, als Requisiteur für eine Reihe von österreichischen, deutschen und amerikanischen Unterhaltungsproduktionen tätig.
Es waren dies Produktionsgesellschaften wie Lisa Film GmbH, Heinz Scheiderbauer, Filmways Motion Pictures Inc., Sascha Film, Schönbrunn-Film, Walt Disney Productions Ltd., Warner Bros. Productions Limited, Paramount Inc., Paula Wessely Filmproduktion GesmbH, div. Fernsehanstalten und viele mehr, die ihn als Innen- und Außenrequisiteur engagierten.
Er starb am 12. Dezember 1992 und wurde einen Tag vor Heiligabend auf dem Simmeringer Friedhof (Teil A, Gr. 6, R. 8, Nr. 5) beerdigt.

## Filmografie
- 1953: Pünktchen und Anton
- 1955: Drei Männer im Schnee
- 1955: Die Wirtin zur Goldenen Krone
- 1956: Wo die Lerche singt
- 1957: Skandal in Ischl
- 1958: Im Prater blüh’n wieder die Bäume
- 1958: Der veruntreute Himmel
- 1959: Ich heirate Herrn Direktor
- 1960: Der brave Soldat Schwejk
- 1960: Axel Munthe – Der Arzt von San Michele
- 1963: Flucht der weißen Hengste (Miracle of the White Stallions)
- 1963: Allotria in Zell am See
- 1964: Schatz der Azteken
- 1965: Alpenkönig und Menschenfeind
- 1965: Lumpazivagabundus
- 1966: Die Nibelungen, 1. Teil: Siegfried von Xanten
- 1967: Die Nibelungen, 2. Teil: Kriemhilds Rache
- 1968: Agenten sterben einsam (Where Eagles Dare)
- 1968: Eine Reise mit der Liebe und dem Tod
- 1969: Die tolldreisten Geschichten – nach Honoré de Balzac
- 1969: Hilfe, ich liebe Zwillinge!
- 1969: Unser Doktor ist der Beste
- 1969: Alle Kätzchen naschen gern
- 1970: Der Feldherrenhügel
- 1970: Unsere Pauker gehen in die Luft
- 1970: Wer zuletzt lacht, lacht am besten
- 1971: Die tollen Tanten schlagen zu
- 1971: Wenn mein Schätzchen auf die Pauke haut
- 1972: Wer war Andre Heller
- 1972: Immer Ärger mit Hochwürden
- 1973: Scorpio, der Killer (Scorpio)
- 1973: Reigen
- 1973: Einen Jux will er sich machen
- 1974: Der Schwierige
- 1974: Alpenglüh’n im Dirndlrock
- 1974: Es war nicht die Nachtigall
- 1974: Change
- 1975: Die Brücke von Zupanja
- 1975: Auch Mimosen wollen blühen
- 1976: Die 21 Stunden von München (21 Hours at Munich)
- 1977: Das Lächeln einer Sommernacht (A Little Night Music)
- 1978: Das Dorf an der Grenze
- 1979: Helene Jahn
- 1980: Zärtlich aber frech wie Oskar
- 1981: Firefox
- 1981: Schöne Tage
- 1982: Ein dicker Hund
- 1983: Die Spürnasen
- 1984: Peter der Große